# Name Is 4Minute
Name Is 4Minute è il quarto EP del gruppo musicale sudcoreano 4Minute, pubblicato nel 2013 dall'etichetta discografica Cube Entertainment insieme a Universal Music Group.

## Il disco
Dopo le promozioni della sotto-unità 2YOON, il 4 febbraio 2013, la Cube Entertainment annunciò il ritorno delle 4Minute nella prima metà dell'anno; a marzo, la Cube rivelò il ritorno del gruppo per la terza settimana di aprile. Inoltre, venne dichiarato che il brano principale avrebbe avuto un suono "groovy e potente", simile a quello del debutto.
Il 17 aprile furono pubblicate delle foto teaser di gruppo e individuali, mostranti i membri in toni fantasy. Due giorni dopo, "What's Your Name?", composta da Brave Brothers, fu confermata come title track. Durante la settimana vennero diffusi dei video teaser: il 20 aprile quello di HyunA, il 21 quelli di Ga-yoon e So-hyun, il 22 quello di Ji-yoon, e infine il 23 quello di Ji-hyun. Inizialmente, l'EP sarebbe dovuto uscire il 25 aprile, ma venne pubblicato il giorno dopo. Il 25 aprile fu pubblicato il video teaser di "What's Your Name?", mentre il video musicale completo lo stesso giorno della pubblicazione del disco. Il brano "What's Your Name?", insieme a "Whatever", fu utilizzato come traccia promozionale nelle loro performance nei programmi M! Countdown, Music Bank, Show! Music Core e Inkigayo.
Oltre alla title track, che ha uno stile "hip-hop veloce e ritmato", "Whatever" è descritta dai produttori come "unica", "Gimme That" è una canzone dal testo "ambizioso" che "chiede al proprio uomo di mostrare il suo lato virile per amore", e "Domino" è un "pezzo forte, appartenente al genere hip-hop e blues".

## Tracce
1. What's My Name? – 1:19 (Woo Seo-jae, Bae Seo-young)
2. What's Your Name? (이름이 뭐예요?) – 3:06 (testo: Brave Brothers – musica: Brave Brothers, Elephant Kingdom)
3. Whatever – 2:58 (testo: Kim Tae Ho, D3O, Aileen De La Cruz – musica: D3O, Aileen De La Cruz, Woo Seo-jae)
4. Gimme That – 3:23 (testo: Im Sang Hyuk, Kim Tae Ho, Son Young Jin, Slrppy – musica: Im Sang Hyuk, Son Young Jin)
5. Domino – 3:27 (testo: Jae Min-yeon, Faces of Glory – musica: Faces of Glory)

## Certificazioni
Corea del Sud
(vendite: 15 620+)

## Formazione
- Ji-hyun – voce
- Ga-yoon – voce
- Ji-yoon – voce
- HyunA – rapper
- So-hyun – voce